# Le Noël de Walter et Tandoori
Pour plus de détails, voir Fiche technique et Distribution.
Le Noël de Walter et Tandoori est un film de Noël québécois d'animation sorti en 2011. D'une durée de 85 minutes, il est réalisé par Sylvain Viau (simple).
Le film est une adaptation au cinéma de la série télévisée d'animation Walter et Tandoori de Sylvain Viau.

## Synopsis
Alors que Noël approche, une mystérieuse entreprise s'installe au cœur du village de Walter et Tandoori, Trois-Montagnes. Le président de l'entreprise, Bill Compteur, sous de fausses promesses attire tous les citoyens à son supermarché, leur montrant de bonnes offres et leur incitant à acheter de plus en plus.
Walter s'étonne même de voir que Tandoori est tombé dans le piège. Il remarque aussi la pollution de l'eau et de l'air dans le village, ainsi que l'attitude des citoyens qui arrêtent de se préoccuper de l'environnement. Pour empêcher un plus grand désastre d'arriver, Walter et Tandoori doivent empêcher coûte que coûte le supermarché de continuer ses opérations.

## Fiche technique
Sauf indication contraire, les informations mentionnées dans cette section peuvent être confirmées par la base de données cinématographiques IMDb,  présente dans la section « Liens externes ».
- Titre : Le Noël de Walter et Tandoori
- Réalisation : Sylvain Viau (simple)
- Scénario : Alex Epstein, Lisa Hunter, Thomas Lapierre, Vito Viscomi et Robin Stein d'après l'histoire originale de Sylvain Viau
- Production : Sylvain Viau, Frank Gladstone (producteur exécutif), Bonita Siegel (producteur créatif) et François-Pierre Le Scouarnec (producteur associé)
- Musique : Daniel Scott
- Photographie : Guillaume Messier
- Montage : Kelly Kinkaid
- Son : Serge Hamel
- Sociétés de production : Image Entertainment Corporation (en), SODEC (financement) et Téléfilm Canada (financement)
- Distribution : Alliance Vivafilm
- Budget : Inconnu
- Box Office : Inconnu
- Pays d'origine :  Canada
- Langue originale : français, anglais
- Genre : Aventure
- Durée : 81 minutes[2] ou 85 minutes[1]
- Date de sortie :
  - Canada : 11 novembre 2011

## Distribution

### Voix québécoises
- Rick Jones (en) : Walter
- Benoît Brière : Tandoori
- Benoît Rousseau : Bill Compteur
- Bianca Gervais : Mélanie
- Michel Courtemanche
- Yan Sullivan : Walter (chant)

### Voix anglaises
- Rick Jones[3] : Walter
- Russell Peters (en)[3],[4] : Tandoori
- Philip Le Maistre[3],[4] : Bill Counter
- Sonja Ball[3],[4] : Melanie

## Production
La production du film a lieu de 2009 à 2011. Après avoir été finit en deux dimensions, la société de Viau, Image Entertainment Corporation, convertit l'animation en 3D à l'aide de la technologie 3D SENS Pro, un processus qui dure trois mois.

## Accueil

### Sortie
Le Noël de Walter et Tandoori sort en salles en version anglaise et version le 11 novembre 2011,.
Du 28 septembre au 5 octobre 2012, le film est en sélection au Festival international du film francophone de Namur, avec les autres films québécois Nuit#1, Catimini, Over My Dead Body (en) et Un nouveau monde.
Dans un effort de promotion pour sa participation aux Oscars, le film est brièvement en salles à Los Angeles au Regency Van Nuys Plant 16 en 2012. Le film entre en compétition à la 84e cérémonie des Oscars, contre 20 autres films, mais reçoit peu de succès.
Le 17 octobre 2019, le film sur en ligne sur Prime Video.

### Réception
Le film très attendu du public a été plutôt décevant selon les critiques et n'a pas eu beaucoup de succès en salles.
Mark Olson du Los Angeles Times fait part d'une animation en 3D inutile, mais salue le message environnemental.